# ソース・ガードナー
アーマド・ガードナー（Ahmad Gardner, 2000年8月31日 - ）は、アメリカ合衆国ミシガン州デトロイト出身のプロアメリカンフットボール選手。NFLのニューヨーク・ジェッツに所属している。ポジションはコーナーバック。愛称および登録名はソース（Sauce）。

## 経歴

### ハイスクール
高校時代はワイドレシーバーとコーナーバックを兼任し、4年目のシーズンはディビシオンIIの州大会決勝で4レシーブ、126レシーブ獲得ヤード、2つのレシービングTDを記録した。
主要サイトから3つ星評価され、シンシナティ大学へ進学した。

### カレッジ
1年目の2019年シーズンは11試合に出場して31タックル、6つのパスディフレクション、3つのインターセプトを記録し、オールAACファーストチームに選出された。
2020年シーズンは28タックル、0.5サック、6つのパスディフレクション、3つのインターセプトを記録し、2年連続でオールAACファーストチームに選出された。
2021年シーズンは40タックル、3サック、6つのパスディフレクション、3つのインターセプトを記録。3年連続でオールAACファーストチームに選出され、AACの最優秀守備選手賞を受賞した。シーズン終了後、2022年のNFLドラフトにアーリーエントリーした。

### ニューヨーク・ジェッツ
| 6 ft 2+3⁄4 in (190 cm)      | 190 lb (86 kg) | 33+1⁄2 in (85 cm) | 9+5⁄8 in (24 cm) | 4.41 s | 1.51 s | 2.56 s |
| All values from NFL Combine |                |                   |                  |        |        |        |

2022年のNFLドラフトにて全体4位でニューヨーク・ジェッツから指名された。その後、2022年5月7日に4年総額3,870万ドルのルーキー契約を結んだ。
2022年シーズン、第5週のマイアミ・ドルフィンズ戦でキャリア初となるインターセプトを記録した。第7週のデンバー・ブロンコス戦では10タックル、3つのパスディフレクションを記録して勝利に貢献し、AFCの週間最優秀守備選手に選出された。シーズン全体で17試合に出場して75タックル、20のパスディフレクション、2つのインターセプトを記録してプロボウルに選出され、新人最優秀守備選手賞を受賞した。また、ルーキーのコーナーバックとしては1981年のロニー・ロット以来となるオールプロファーストチームに選出された。
2023年シーズンは57タックル、11のパスディフレクションを記録し、2年連続でプロボウルに選出された。
2024年シーズンは15試合に先発出場し、49タックル、9つのパスディフレクション、自身初のサックを記録した。
2025年4月30日、チームから5年目の契約オプションを行使された。

## 人物
登録名のソースはユース時代のコーチから付けられたニックネームであり、ディップソースが由来である。

## 詳細情報

### 年度別成績

#### レギュラーシーズン
| 説明 | 説明       |
| ---- | ---------- |
|      | リーグ最多 |

| シーズン | チーム | 試合 | 試合 | タックル | タックル | タックル  | タックル | インターセプト | インターセプト   | インターセプト | インターセプト | インターセプト | インターセプト | ファンブル | ファンブル | ファンブル | ファンブル |
| シーズン | チーム | 試合 | 先発 | 合計     | ソロ     | アシ スト | サック   | PD             | イン ター セプト | ヤード         | 平均           | 最長           | TD             | FF         | FR         | ヤード     | TD         |
| -------- | ------ | ---- | ---- | -------- | -------- | --------- | -------- | -------------- | ---------------- | -------------- | -------------- | -------------- | -------------- | ---------- | ---------- | ---------- | ---------- |
| 2022     | NYJ    | 17   | 17   | 75       | 51       | 24        | 0.0      | 20             | 2                | 19             | 9.5            | 16             | 0              | 0          | 0          | 0          | 0          |
| 2023     | NYJ    | 16   | 16   | 57       | 41       | 16        | 0.0      | 11             | 0                | 0              | -              | 0              | 0              | 1          | 0          | 0          | 0          |
| 2024     | NYJ    | 15   | 15   | 49       | 36       | 13        | 1.0      | 9              | 1                | 0              | 0.0            | 0              | 0              | 0          | 0          | 0          | 0          |
| 通算     | 通算   | 48   | 48   | 181      | 128      | 53        | 1.0      | 40             | 3                | 19             | 9.5            | 16             | 0              | 1          | 0          | 0          | 0          |